# Montes Rook

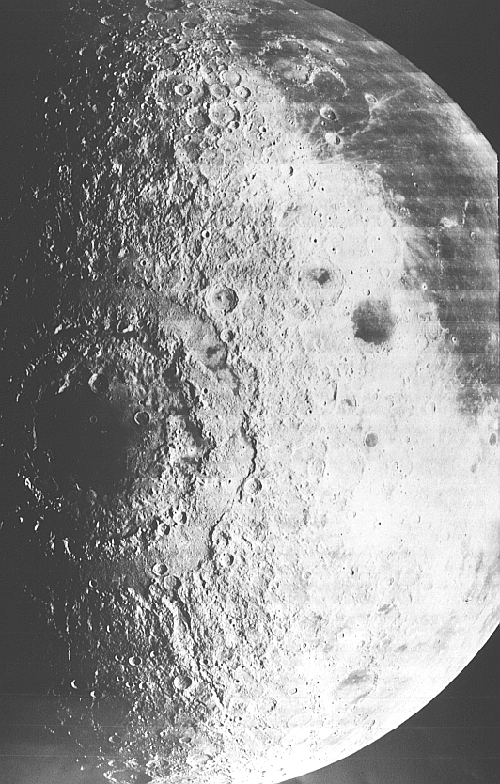
Montes Rook tvoří vnitřní val kotliny Mare Orientale (vlevo uprostřed)

Montes Rook (česky Rookovo pohoří) je kruhové pohoří tvořící vnitřní prstenec o průměru 680 km obklopující měsíční kotlinu Mare Orientale na odvrácené straně Měsíce. Vnější prstenec hor dále od Mare Orientale (Východní moře) se nazývá Montes Cordillera (Kordillery). Celková délka Montes Rook je cca 900 km, pojmenováno bylo podle anglického astronoma Lawrence Rooke.
V oblasti leží mnoho kráterů, z těch pojmenovaných stojí za zmínku Nicholson a Pettit (jihovýchodně). Na severním okraji Mare Orientale se Rookova pohoří dotýká kráter Maunder, na východním kráter Kopff. Severovýchodně se nacházejí planiny Lacus Veris (Jezero jara) a Lacus Autumni (Jezero podzimu).